# Ermanno Scervino
Ermanno Scervino è un'azienda italiana di moda, fondata nel 2000 a Firenze da Ermanno Daelli e Toni Scervino.

## Storia

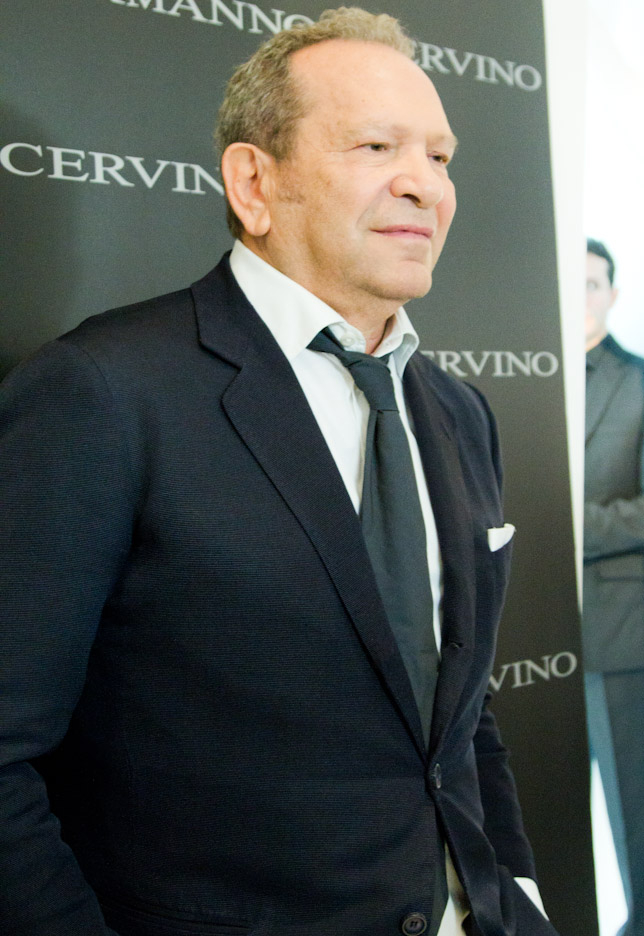
Lo stilista Ermanno Daelli nel 2011

Nel 2000, Ermanno Daelli e Toni Scervino costituiscono la ditta.  Dopo aver vissuto a New York, Ermanno Daelli decise di lanciare il proprio brand. La linea Ermanno Scervino donna debutta sulle passerelle di Settimana della Moda di Milano nel 2003. Nel 2002 nasce la collezione uomo e debutta in passerella come ospite d'onore a Pitti Immagine nel 2005 e nel 2008 a Milano Moda Uomo con la collezione PE 2009.
Nel 2004 nasce anche la collezione Ermanno Scervino Junior. Le linee Ermanno Scervino Lingerie e Beachwear nascono nel 2007 in collaborazione con Viamazzini Srl, che produce e distribuisce le collezioni.  La linea Ermanno Scervino Lingerie è stata lanciata per la campagna autunno-inverno 2008-09, mentre la collezione Beachwear per la primavera-estate 2009.  Nel 2013, Ermanno Scervino lancia la collezione Scervino Street,  una linea di accessori in pelle, in licenza con ABC Spa.  Sempre a gennaio 2013, Ermanno Scervino è stato ospite d'onore della 83ª edizione di Pitti Immagine Uomo, dove ha presentato la collezione uomo e pre-collezione donna durante l'evento nel Salone dei Cinquecento a Palazzo Vecchio, a Firenze.

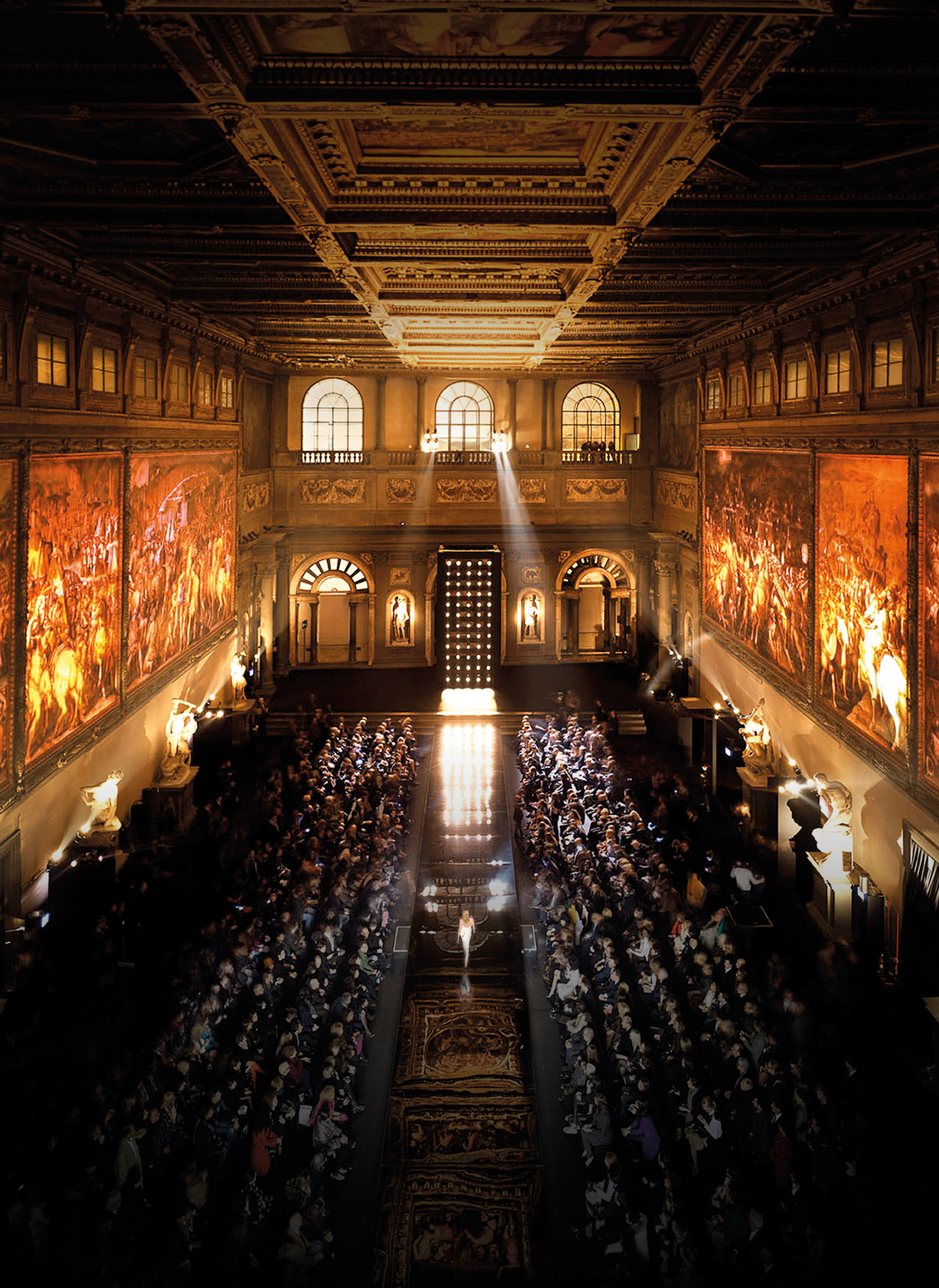
La sfilata di Ermanno Scervino nel Salone dei Cinquecento durante il Pitti Immagine a Gennaio 2013